# Архивы Казахстана
На 1 января 2021 года в системе архивной службы Казахстана 17 управлений культуры, цифровизации, развития языков, архивов и документации, 223 государственных архивных учреждения:
- 5 республиканских,
- 14 областных,
- 41 городской и по личному составу,
- 163 областных филиала, региональных и районных государственных архивов.

## Главные
1. Национальный архив Республики Казахстан (Астана)
2. Центральный государственный архив (Алматы)
3. Архив Президента Республики Казахстан
4. Центральный государственный архив научно-технической документации
5. Центральный государственный архив кинофотодокументов и звукозаписей

## Региональные (областные)
1. Архив г. Алматы
2. Архив г. Астана
3. Акмолинский областной государственный архив
4. Актюбинский областной государственный архив
5. Атырауский областной архив
6. Восточно-Казахстанский областной архив
7. Жамбылский областной архив
8. Карагандинский областной архив
9. Северо-Казахстанский областной архив
10. Костанайский областной архив
11. Кызылординский областной архив
12. Мангистауский областной архив
13. Павлодарский областной архив
14. Алматинский областной архив
15. Западно-Казахстанский областной архив
16. Южно-Казахстанский областной архив[2]